# 小寨路街道

小寨站

小寨路街道，是中华人民共和国陕西省西安市雁塔區下辖的一个乡镇级行政单位。

## 行政区划
小寨路街道下辖以下地区：
长安大学社区、永松社区、子祥社区、小寨东路社区、兴善社区、育华社区、二一三电子社区、先锋社区、小寨西路社区、雁西路社区、健康社区、崇德坊社区、二一二所社区、康乐社区、崇业社区、吉祥社区、四季社区、永福社区、郝家社区、大唐社区、红专南路社区、新家坡社区、吉祥村、二府庄村和罗家寨村。